# Années 1350
Les années 1350 couvrent la période de 1350 à 1359.

## Évènements
- Vers 1350 :
  - en Afrique occidentale, le royaume songhaï commence à accroitre son influence alors que l'empire du Mali décline[1].
  - Ndahiro Ruyange est intronisé roi du Rwanda[2].

- Après 1350 : début de la période classique maorie dans l’île du nord de la Nouvelle-Zélande[3]. La population s’accroît rapidement et les tribus sont constamment en guerre. Les pa, des forteresses massives de terre pisé avec terrasses sont érigées sur les flancs des volcans éteints, sur les crêtes et promontoires, mais aussi en terrain plats et dans les marécages. Ils se renforcent et deviennent de plus en plus nombreux avec le temps. Des systèmes d’exploitation des sols sont mis au point.
- 1350-1389 : âge d’or de l’empire Majapahit à Java pendant le règne de Hayam Wuruk (Rajasanagara), roi de Majapahit[4].
- 1351-1368 : révolte des Turbans rouges en Chine[5].
- 1354 : le Tibet se libère de la domination mongole. Les Rlangs de la lignée Phagmodrupa supplantent les Shâkya et étendent leur pouvoir sur le Tibet central] (jusqu'en 1435)[6].

### Europe

Zones d'influence économique et culturelle de l'Angleterre sur le Royaume de France en 1350. Principaux axes commerciaux.

- 1348-1360 : après avoir vendu l’Estonie aux Teutoniques (1347), Valdemar Atterdag reconquiert toutes les provinces perdues par le Danemark, y compris la Scanie et les territoires extérieurs au royaume[7].
- Vers 1350 : premières réunions des villes et de la noblesse (dagvaart), précurseur des États de Hollande[8].
- Vers 1350-1357 : lois nationales de Suède (Landslag et Stadslag), mises au point sous l’impulsion du roi Magnus Eriksson[9]. Le konungsbalk (code de l’institution royale) précise le caractère électif et non héréditaire de la royauté[10].
- 1350-1355 : troisième guerre vénéto-génoise où guerre de Caffa pour le contrôle des Détroits[11].
- 1352-1357 : reprise de la guerre civile dans l'Empire byzantin entre Jean V Paléologue, Jean VI Cantacuzène et Mathieu Cantacuzène[12]. Progression des Serbes, des Turcs et des Génois, luttes religieuses.
- 1352-1359 : les archevêques de Novgorod Moïse et Alexis considèrent comme hérétique la secte des Strigolniki, crée sous Ivan Kalita [13].
- 1356-1361 : guerre des Deux Pierre entre Pierre le Cruel et Pierre IV d'Aragon. Henri de Trastamare, en conflit avec son demi-frère Pierre le Cruel, s'engage aux côtés de l'Aragon[14].
- 1356-1358 : reprise de la guerre de Cent Ans. Bataille de Poitiers (1356). Régence du dauphin Charles. Grande ordonnance de 1357. Journée du 22 février 1358, révolte à Paris menée par Étienne Marcel. Grande Jacquerie. Poursuite de la guerre de Succession de Bretagne (1341-1364)[15],[16].

## Personnages significatifs

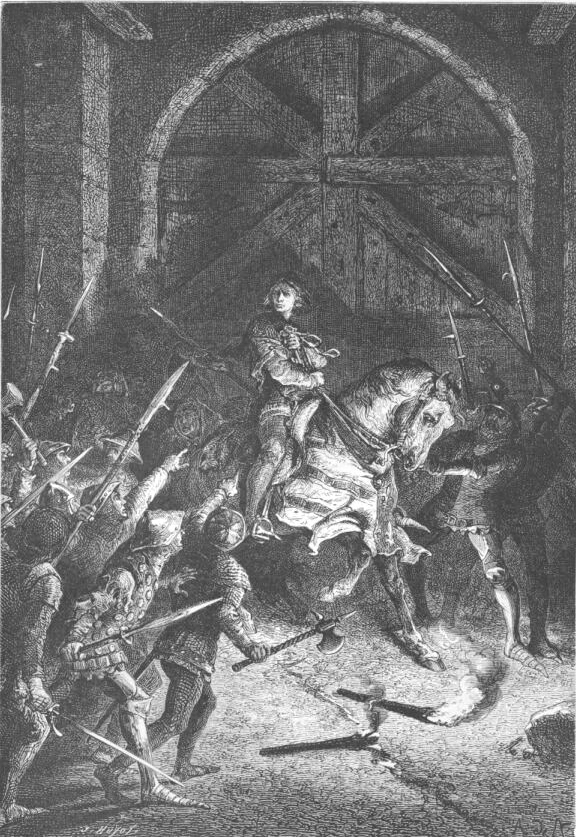
Étienne Marcel surpris porte Saint-Antoine. Gravure de 1862

- Abu Inan Faris - Alphonse IV de Portugal - Ibn Battûta - Blanche de Bourbon - Boccace - Bogusław V de Poméranie - Casimir III de Pologne - Charles de Blois - Charles de La Cerda - Charles II de Navarre - Charles IV du Saint-Empire - Charles V de France - Cola di Rienzo - David II d'Écosse - Édouard III d'Angleterre - Éric XII de Suède - Marino Faliero - Fîrûz Shâh Tughlûq - Gajah Mada - Isabelle de France - Inés de Castro - Innocent VI - Ivan Alexandre de Bulgarie - Ivan II de Russie - Jean IV de Bretagne - Jean V Paléologue - Jean VI Cantacuzène - Jeanne de Brabant - Jeanne Ire de Naples - Jeanne Ire d'Auvergne - Jeanne de Penthièvre - Jean II de France - Robert Le Coq - Galéas II Visconti - Louis Ier de Hongrie - Louis Ier de Mantoue - Louis de Tarente - Magnus IV de Suède - Murad Ier - Nicolae Ier Alexandru - Olgierd - Orhan - Pétrarque - Pierre Ier de Castille - Pierre Ier de Portugal - Pierre IV d'Aragon - Philippe VI de France - Rodolphe IV d'Autriche - Saïfa-Arad - Simone Boccanegra - Stefan Uroš IV Dušan - Stefan Uroš V - Takauji Ashikaga - Valdemar IV de Danemark - Venceslas Ier de Luxembourg - Zhu Yuanzhang